# Henneveux
Henneveux és un municipi francès situat al departament del Pas de Calais i a la regió dels Alts de França. L'any 2007 tenia 301 habitants.

## Demografia

### Població
El 2007 la població de fet de Henneveux era de 301 persones. Hi havia 101 famílies de les quals 12 eren unipersonals (4 homes vivint sols i 8 dones vivint soles), 33 parelles sense fills i 56 parelles amb fills.
La població ha evolucionat segons el següent gràfic:
Habitants censats

### Habitatges
El 2007 hi havia 109 habitatges, 99 eren l'habitatge principal de la família, 7 eren segones residències i 3 estaven desocupats. Tots els 108 habitatges eren cases. Dels 99 habitatges principals, 78 estaven ocupats pels seus propietaris, 17 estaven llogats i ocupats pels llogaters i 4 estaven cedits a títol gratuït; 1 tenia una cambra, 3 en tenien dues, 4 en tenien tres, 35 en tenien quatre i 56 en tenien cinc o més. 89 habitatges disposaven pel capbaix d'una plaça de pàrquing. A 39 habitatges hi havia un automòbil i a 52 n'hi havia dos o més.

## Economia
El 2007 la població en edat de treballar era de 178 persones, 127 eren actives i 51 eren inactives. De les 127 persones actives 123 estaven ocupades (76 homes i 47 dones) i 4 estaven aturades (4 dones i 4 dones). De les 51 persones inactives 14 estaven jubilades, 16 estaven estudiant i 21 estaven classificades com a «altres inactius».

### Ingressos
El 2009 a Henneveux hi havia 100 unitats fiscals que integraven 308,5 persones, la mediana anual d'ingressos fiscals per persona era de 13.726 €.

### Activitats econòmiques
Dels 8 establiments que hi havia el 2007, 6 eren d'empreses de construcció, 1 d'una empresa financera i 1 d'una empresa immobiliària.
Dels 6 establiments de servei als particulars que hi havia el 2009, 1 era un paleta, 1 guixaire pintor, 2 fusteries, 1 electricista i 1 empresa de construcció.
L'any 2000 a Henneveux hi havia 10 explotacions agrícoles.

## Equipaments sanitaris i escolars
El 2009 hi havia una escola elemental integrada dins d'un grup escolar amb les comunes properes formant una escola dispersa.